# マイケル・エメリック
マイケル・エメリック（英語: Michael Emmerich, 1975年 - ）は、アメリカ合衆国の文学者・翻訳家。プリンストン大学博士研究員、カリフォルニア大学サンタバーバラ校を経て、カリフォルニア大学ロサンゼルス校教授。

## 経歴
アメリカ合衆国ニューヨーク州生まれ。プリンストン大学卒業後、立命館大学大学院文学研究科を修了、2007年コロンビア大学でPh.D.（東アジア言語と文化）を取得。
よしもとばなな、川端康成、高橋源一郎ら日本の近現代文学の英語翻訳を多数手がける。2004年から、ザ・デイリー読売誌で連載されたよしもとばなな原作『海のふた』の翻訳を担当した。
川上弘美『真鶴』の翻訳で2010年度日米友好基金文学翻訳賞受賞。2013年、古川日出男『ベルカ、吠えないのか?』の翻訳でSF&ファンタジー英訳作品賞最終候補。
第25回早稲田文学新人賞選考委員。

## 主な作品
- "さようなら、ギャングたち Sayonara, Gangsters" - Genichiro Takahashi (著), Michael Emmerich (訳)/ (2004, Vertical)
- "TUGUMI Goodbye Tsugumi" - Banana Yoshimoto (著), Michael Emmerich (訳)/ (2003, Pub Group West)
- "白河夜船　Asleep" - Banana Yoshimoto (著), Michael Emmerich (訳)/ (2001, Pub Group West)
- "富士の初雪　First Snow on Fuji" - Yasunari Kawabata (著), Michael Emmerich (訳)/ (2000, Perseus Books Group)
- "日本語で読もう [フィクション編] - Read Real Japanese Fiction"- Michael Emmerich (編)/(2008, 講談社インターナショナル)
- "親指Pの修業時代 - The Apprenticeship of Big Toe P" - Reiko Matsuura (著), Michael Emmerich (訳)/ (2009, 講談社インターナショナル)
- "真鶴 Manazuru" - Hiromi Kawakami (著), Michael Emmerich (訳)
- "ベルカ、吠えないのか？ - Belka, Why Don't You Bark ?" - 古川日出男 (著), Michael Emmerich (訳) (2012, VIZ Media LLC; Reprint edition)
- 「日本文学の発見」-『日本文学の翻訳と流通 近代世界のネットワークへ』（河野至恩・村井則子編、勉誠社、2018年）所収、長瀬海（訳）